# MONSTERS (テレビドラマ)
『MONSTERS』（モンスターズ）は、2012年10月21日から同年12月9日までTBSテレビ系列で毎週日曜日の21:00 - 21:54（JST）の『日曜劇場』枠で放送された日本のテレビドラマ。
敏腕でありながら慇懃無礼で周囲から嫌われている警視庁捜査一課の変人刑事・平塚平八（香取慎吾）と、セレブの御曹司で平八を監視する命令を受けて彼の部下となった新人刑事・西園寺公輔（山下智久）のコンビの活躍を描いた1話完結のミステリー。蒔田光治オリジナル脚本。

## 企画・制作
プロデューサー・石丸彰彦の構想1年の企画で、「笑ってそうで、笑っていない。人のことをよく見ていて全部分かっている」という石丸自身の香取のイメージ像に、そんな彼が演じる主人公に山下のような素直で真っ直ぐなイメージの人物を組み合わせたら、という着想から始まった。主演の香取と山下は、共に初共演で初の刑事役となる（ただし香取は『こちら葛飾区亀有公園前派出所』では警官役を、映画『踊る大捜査線 THE FINAL 新たなる希望』では役職は刑事ではあるが犯人役だった）。西園寺の彼女となるヒロイン役には、演技力の他に「とにかく丸い物が好き」という西園寺の設定から、初のヒロイン役となる柳原可奈子が抜擢された。
また、本作品ではセレブや権力者など何らかの社会的地位を持った人間を犯人に据えている。
2012年8月にクランクイン。また放送前には第1話の一部の収録テープが紛失し、その該当シーンを取り直す事態が発生した。

## 放送
初回は54分拡大（21:00 - 22:48）、最終回は30分拡大（21:00 - 22:24）。
11月16日付で12月16日に第46回衆議院議員総選挙が行われることが急遽決まり、第9話が予定されていた12月16日は衆院選の放送となった。また翌週の12月23日には日本テレビで香取が出演する「さんま&SMAP! 美女と野獣のクリスマス2012」（21:00 - 23:24）の生放送、翌々週の12月30日はTBSで「第54回 輝く!日本レコード大賞」（18:30 - 21:54）の放送があり翌週以降に繰り越して放送できないことから、全8話（12月9日終了）となった。

## 登場人物

### 主要人物
平塚 平八
演 - 香取慎吾
本作品の探偵役。たった一人の平塚班班長。
「そのまま。そのまま」と相手をなだめるような動作が癖で、基本的に笑顔を絶やさず紳士的に振る舞いながらも、その実不躾で他者をおちょくったような言動を取る変人。警視庁内きっての嫌われ者で、平塚班は引っ越しを重ねて捜査一課から大幅に隔離された場所に追いやられているが、本人は「素敵な個室を手に入れた」と超然としている。基本的に神出鬼没で自由気まま。推理力・洞察力は高く、突然現場や事件関係者の前に現れては、カマや揺さぶりを掛けて相手を心理的に追い詰め、やがて事件の核心に迫っていく。思考する際は前に焦点を定めて右手の人差し指で右のこめかみを一定のリズムで何度もたたく。当初から西園寺にちょっかいを出し振り回しているが、彼の存在を悪く思っていない節を見せる。また、陰では素の一面を見せることもある。
最終回では犯人の策で推理ミスで事件を引き起こしたことで、修行の旅に出ることと人の弱みを握った資料の隠し場所を教える書置きを残して西園寺の前から姿を消した。
役名は平塚八兵衛に由来し、偉くならずに捜査一課で活躍してきたことへのオマージュ。
西園寺 公輔
演 - 山下智久（乳児期：田中優誠 / 幼少期：森田愛蓮 / 少年期：佐藤光将）
本作品のワトスン役。所轄・小石川署から警視庁に仮採用された新人刑事で、捜査一課に本採用される「テスト」として平塚を見張る命令を下され、彼の部下となる。
セレブ育ちの御曹司で、正義感を秘めた純粋かつお人好しな青年。その性格ゆえに、平塚の嘘にすぐに騙されたり、面倒事を押し付けられるなど、何かと平塚の言動に酷い目に遭わされている。だが平塚の指示に奔走したり、犯人への計略をサポートするなど、次第に平塚との連携を強めるようになる。事件に関することを閃いた際は右手の人差し指を立てる癖がある。また自身が平塚班に配属された理由に関しては既に平塚に承知されている。「丸いもの」が好きで、一途に恵美を想っている。
「テスト」をクリアすることが出来なかったため一時小石川署に戻されたが、平塚と共に事件を解決した後、刑事部長の松原経由により「金田の計らい」という名目で再び見張り役として平塚の下につく。

### 捜査一課関係者
金田 一
演 - 遠藤憲一
捜査一課金田班班長。体育会系的な性格で、自信家な一面を持つが、推理は単純レベルで捜査も空回り気味。西園寺を格下として扱っている。平塚を毛嫌いし対抗意識を持つが、彼もまた平塚にいいように弄ばれている。なお、名前の正しい読みは「キンダイチ」ではなく「カネダ ハジメ」であり、読み間違えられると怒る。
剣持 亘
演 - 大竹まこと
捜査一課長。裏金や犯罪者からの賄賂など平塚が不正を犯していると考え、金田と共に西園寺に平塚の見張り役を命じた。
高倉 寛治
演 - 蕨野友也
工藤 隼人
演 - 菊田大輔
藤崎 純一
演 - 肥野竜也
原 秀治
演 - 白石朋也
北川 浩二
演 - 日中泰景
金田班の刑事たち。全員金田と同じ髪型に統一し、金田に敬服し付き従っている。

### その他
高野 恵美
演 - 柳原可奈子
西園寺の婚約者。まるっとしたふくよかな体型の女性。西園寺との関係は良好で、2人でいる時はバカップルぶりを発揮することもしばしば。病院での事件前後の出来事で女性関係を誤解が生じた西園寺からプロポーズされるが、今は西園寺に仕事を頑張って正式な捜査一課の刑事になって欲しいと願い、プロポーズを断る。

## ゲスト

### 第1話
徳平 伸一郎
演 - 岡田義徳
徳平家長男。「徳平コーポレーション」社長。カジノで80億円の大損をし、グループの子会社にその穴埋めをさせたことから國男に社長を解任させると告げられていた。
徳平 麻美
演 - 加藤夏希
徳平家長女。多額の金額を徹に貢いでいる。
徳平 國男
演 - 団時朗
「徳平コーポレーション」の会長。骨董品・美術品のコレクションを趣味としている。
内田 和枝
演 - 角替和枝
徳平家の家政婦。事件当時、殺害現場から立ち去る伸一郎を目撃していた。
室岡 徹
演 - 桐山漣
麻美の彼氏。
徳平 洋子
演 - 高島礼子
「徳平コーポレーション」取締役で國男の後妻。家族のことを第一に考えているが、伸一郎や麻美には快く思われておらず、陰口を叩かれている。
西崎 達三
演 - 武田鉄矢
「徳平コーポレーション」専務。徳平邸の美術品が偽物にすり替わっていた件で会長から犯人を捜すように命令を受けていた。

### 第2話
山村 省一
演 - 山本耕史（友情出演）
大畑の第一秘書。尊大な大畑に対しても謙虚に対応するが、一方で久美子とも不倫関係にあった。
大畑 幸三
演 - 浅野和之
野党・新党ともしびの議員で、東京27区の衆議院議員選挙立候補者。元警察庁長官で、その当時暴力団追放で話題を集めていた。横柄な性格で山村や久美子にも暴言を吐く。金田の名前をよく間違える。
鷺沼 晋太郎
演 - 岩松了
元内閣総理大臣で与党・民友党議員で大畑の対立候補。事件前は支持率で大畑を上回っていたが、事件後は大畑に追い上げられつつある。山村と久美子の密会を押さえた写真を持っていた。
大畑 久美子
演 - 古川りか
大畑の妻。元女優。大畑の選挙を手伝っているが、鷺沼に圧される状況から、大畑に経歴を指して罵倒される。
丸田 恭治
演 - 森田順平
暴力団「櫻銀会」組長。血気盛んな構成員たちを冷静沈着な態度で束ねる。
田川 一成
演 - 渡部豪太
「櫻銀会」の構成員。大畑と久美子を襲った暴漢として逮捕された。

### 第3話
篠田 恭四郎
演 - 中村橋之助
成木賞候補の推理小説家。候補作は時刻表トリックが注目された「夜汽車Yの殺人」。10年前までは島村と組み、共同ペンネーム「加賀美小五郎」名義で双子探偵の活躍を描いた「加賀美小五郎シリーズ」で人気を博していた。方向性の相違により解散してから本名で活動し、ベストセラー作家として名を馳せる。
矢崎 健吾
演 - 白井晃
成木賞候補の推理小説家。候補作は「狼たちの墓標」で3回目のノミネート。警察の捜査を上回れると自負する自信家の一面がある。生前の島村から篠田にアイディアを盗まれるという話を聞かされていた。
島村 勉
演 - 小林隆
篠田と「加賀美小五郎」としてコンビを組んでいた推理小説家。解散後も作品を発表してきたが、ヒットには至らない状況が続いていた。
相沢 新一
演 - 内倉憲二
「藝和出版」編集部の編集者で篠田を担当する。

### 第4話
安東 研一
演 - 吉田栄作
明光大学病院第一外科准教授。第一外科のエースと称される腕を持つが、VIPや難易度の高い手術にしか興味を示さない高慢な性格。一方で、製薬会社や医療メーカーとの間に不正な取引を行っていると黒い噂が絶えなかった。
村川 英樹
演 - 佐藤二朗
明光大学病院第一外科講師。半年前に門倉に私立朋南病院から引き抜かれて明光大学病院に赴任した。温厚な人物だが、前の病院で手術中に患者が死亡して遺族と揉めたことがあり、安東にその過去を医療ミスとして告発される。
門倉 俊三
演 - 佐々木勝彦
明光大学病院第一外科教授。来年3月の退官を控え、次期教授に村上を推薦し、本来なら後任となるはずの安東を査問委員会に掛けて不正取引を追及しようとしていた。
土田 隆弘
演 - 尾上寛之
明光大学病院第一外科医師。村川の医療ミスを告発する門倉宛のFAXを門倉に渡しており、門倉が殺害された時刻に倉庫に向かう村川の姿を目撃する。
鈴木 佳代
演 - 波瑠
明光大学病院第一外科医師。新人の外科医で、手術の担当は西園寺が初めてとなる。

### 第5話
丸岡 龍次郎
演 - 榎木孝明
「全国料理人コンペティション」に出場する「秋月亭」の料理人。豊富な感性と忠実に受け継いできた日本料理の伝統に基づく料理で高い評価を受けている。これまで「全国料理人コンペティション」には4年連続で勝利しており、第26回となる今期の大会では料理界初の永世王座の称号の座が掛かっている。美津子から大河原の異変を知らされ、美津子と共に大河原の遺体を発見する。
四条 敦彦
演 - 中村俊介
全国予選を勝ち抜き、丸岡の対戦相手となった「四条庵」のシェフ。東大の大学院卒という経歴を持ち、「料理は科学」を信条に実験器具を用い、科学実験をするかのように既存の伝統を打ち壊す料理を作り出している。今回の「全国料理人コンペティション」ではテーマとなる食材の正体を非常に気にしていた。
大河原 六郎
演 - 奥田達士
料理研究家で大河原料理学校兼大河原六郎料理教室の経営者。丸岡とは友人の間柄。「全国料理人コンペティション 」の審査委員長でテーマとなる食材を唯一知る立場にあった。「料理は生き物、料理人の感性が全て」という考えを持ち、四条のスタンスには否定的だったことが窺える。
大河原 美津子
演 - 生田智子
大河原の妻。丸岡と共に夫の遺体を発見する。審査委員長を降りろという脅迫状が届いた大河原を心配し丸岡に相談を持ちかえていた。
青山 春夫
演 - 内野謙太
「秋月亭」の従業員。事件当時は異変を感じ料理教室に向かおうとした丸岡に、目を離さないように仕込みを任されていた。最近「料理は生き物」を口癖とする丸岡の微細な変化に気付いていた。
石塚
演 - 伊藤正之
「全国料理人コンペティション」が開催されるホテル「Four Seasons Hotek」総支配人。ホテルのとある部屋にはプロポーズをすれば必ず成功するという伝説が言い伝えられており、西園寺も恵美へのプロポーズのために予約しようとするが、その部屋は半年先まで予約が埋まっている。

### 第6話
本間 実
演 - 中村獅童
研究所「白泉化学」の研究員。従来の3倍の強さを持ち目には見えない細さの繊維の開発に関わっていたが、その技術がライバル会社に流出したため、本社の調査委員会の調査を受けることになっていた。一流の研究者であるという自負が強く、事件においても「自分が犯人なら警察が解けるような方法で人は殺さない」と不敵な自信を見せる。
香川 修一
演 - 眞島秀和
「白泉化学」の研究員。本間と共に開発に関わっていたため、本社の調査委員会の調査対象となっていたが、情報漏洩の犯人を知りその証拠を持っていたため、調査委員会が来るまで現場となった応接室に籠っていた。
松原 健吉
演 - 小木茂光
警視庁刑事部長。「白泉化学」で国の損失に関わる情報漏洩とそれに絡む殺人事件が発生した重大性から捜査会議の指揮を執る。平塚とは何らかの繋がりがある模様。
香川 敦子
演 - 遊井亮子
香川の妻。生前に身の危険を感じていた香川からメールの定期連絡を送られ、連絡が途絶えたら警備員室に連絡してほしいと頼まれていた。
島田 昭雄
演 - 菊池均也
「白泉化学」の研究員。香川が殺されたとされる時間に本間と立ち話をしていた。
野口 秀彦
演 - 西岡徳馬
「白泉化学」所長。新技術の情報漏洩で本社の調査委員会の調査が入る件において自身も調査対象となっていた。
安岡 仁
演 - 植木紀世彦
「白泉化学」の警備員。敦子からの連絡で香川のいる応接室に駆けつけ、途中で出会った本間と共に香川の遺体を発見する。

### 第7話
藤川 美紗子
演 - 水野美紀
弁護士で沢村の恋人。担当した裁判では連戦連勝の負け知らずで「絶対に負けない女」の異名を持つ。沢村に助けを求められて事件を知り、その後逮捕・起訴された沢村の弁護を担当する。
沢村 誠一
演 - 大沢健
若手の政治家。政治家としては人の良すぎる性格。民友党の期待の新人として名を馳せ、国政進出を控えていたが、都議会議員だったころの3年前に建設業者から賄賂を受け取っており、そのことで二階堂に脅されていた。
黒崎 正義
演 - 藤本隆宏
二階堂が殺害された事件の裁判を担当する検察官。沢村を事件の真犯人として追及する。
二階堂 太
演 - 榊英雄
出版社「Gジャーナル」記者。ジャーナリストを自称するが、実際は政財界のスキャンダルをネタに強請り、タカリをしていた。
岩淵 統吾郎
演 - 田口主将
「Gジャーナル」が構えるビルの管理人。普段は管理人室でテレビに夢中になっており、ろくに人の出入りを見ていない。事件当時はビルから出ていく女性を目撃したと証言するが、その信憑性は非常に曖昧。
小島 とよ子
演 - 大谷英子
「Gジャーナル」事務員。事件の捜査が行われた夜、休日にもかかわらず忘れ物を取るために事務所に来る。後に証人として裁判に出廷した。
裁判長
演 - 山上賢治
二階堂が殺害された事件の裁判を担当する裁判官。

### 最終話
関根 純平
演 - 中村蒼（少年期：小山颯）
水沢村駐在所の巡査。11歳だった20年前に誘拐事件の被害者となった。児童養護施設で育ち、同じ施設で育った佳菜に好意を寄せている。
高林 佳菜
演 - 佐津川愛美（少女期：中田舞奈）
ピアニスト。平塚も彼女のファン。12歳だった19年前まで水沢村の児童養護施設で過ごし、参加したコンクールで諏訪に才能を見出されたことがきっかけで村を離れた。純平とは幼馴染の間柄。
諏訪 敦志
演 - 西村和彦
音楽家。19年前に自身が審査員を務めていたコンクールで佳菜に注目し、佳菜を指導してきた。だが、佳菜のリサイタル後に小田切から解雇されようとしていた。
鎌田 吾一
演 - 六平直政
水沢村駐在所の巡査。定年を来年に控えるベテランで、純平に「おやじさん」と呼ばれ親しくしている。20年前の誘拐事件で、身代金の運搬役となるが、犯人に気絶させられてしまった。
松原 健吉
演 - 小木茂光
警視庁刑事部長。かつて水沢村で所轄の署長をしており、何らかの繋がりがあるらしい平塚に20年前の誘拐事件の捜査を命じる。
杉山 ハツ子
演 - 広岡由里子
水沢村役場の職員。迎賓館の管理を担当しているが、20年前と同様に雨の日に無人のはずの迎賓館でピアノの音色が聞こえることに怯えている。
小田切 龍三
演 - 芹澤名人
イベント会社社長。佳菜の婚約者かつパトロンであり、3年前に出会った佳菜を気に入り、彼女が有名になるきっかけとなったが、佳菜からは内心結婚を望まれていない。
神田 たみ子
演 - いとうまい子
日用雑貨・酒・食料を扱う「神田商店」店主。「神田商店」には鎌田がお湯入りポットに少量の酒を注ぎ足すためによく寄っていた。

## スタッフ
- 脚本 - 蒔田光治
- プロデュース - 石丸彰彦、高橋正尚、阿部謙三
- 音楽 - 吉川慶、熊井吾郎
- 主題歌 - The MONSTERS「MONSTERS」（ビクターエンタテインメント）
- 演出 - 福澤克雄、平野俊一、大澤祐樹、石井康晴
- プロデュース補 - 森嶋正也、齊藤彩奈、毛塚俊太
- 演出補 - 棚澤孝義、田中健太、芦野弘忠、豊田和真、福島宏介、佐久間晃嗣
- 監督補 - 棚澤孝義
- スケジュール - 森嶋正也
- 制作担当 - 露崎裕之
- 制作主任 - 伊藤栄、須田浩代、石渡大樹
- 制作進行 - 山野寛道、森傑、村上加奈
- 制作管理 - 大槻厚史、海老原麻里、中川真吾
- 記録 - 福寿香里、谷恵子
- 脚本協力 - 吉田恵里香
- 番組デスク - 小澤通子
- 編成 - 福田健太郎、岸田大輔
- 宣伝プロデューサー - 秋山真人
- 番組宣伝 - 川鍋昌彦
- スチール - 大竹晶之
- インターネット - 廣野由美、山内慈照
- モバイル - 原由香里
- ライセンス事業 - 中谷弥生、小林美耶子
- 音楽プロデュース - 志田博英
- 撮影 - 唐沢悟、杉村正視
- CA - 田川真之介、田口裕一
- VE - 中村寿昌
- 照明 - 鋤野雅彦、横山修司、赤羽洋介、吉田慎太郎、鈴木博文、牛沢祐樹
- 音声 - 内山浩、金澤康雄、藤本真人、小川貴裕
- 音響効果 - 谷口広紀
- 音楽コーディネート - 溝口大悟
- 編集 - 山口牧子、尚宝
- 予告スポット編集 - 安藤夕夏
- MA - 飯塚大樹
- CG - 落合信人、田中浩征
- 美術プロデューサー - やすもとたかのぶ
- 美術デザイン - YANG 仁栄
- 美術制作 - 武田雄介
- 装置 - 秋山雷太
- 大道具操作 - 佐藤敦
- 装飾 - 上原一晃、松田英介
- 衣装 - 遠藤和己、川合希
- メイク - 山口亜希子、上木原智恵美
- 持道具 - 藤江達也
- 建具 - 阿部英之
- 植木装飾 - 兵頭二郎
- 電飾 - 秦一志
- マイクロ - 広野一朗
- 機材車 - 鈴木功
- 照明車 - 荒平一楼
- 美術車 - 田中秀武
- 制作協力 - 東宝
- 製作著作 - TBS

## 放送日程とあらすじ
| 話数 | サブタイトル | 放送日   | 演出              | 視聴率 | 備考                       |
| --- | --- | -------- | ----------------- | ------ | -------------------------- |
| 第1話 | 前代未聞の痛快ミステリー始動!!ばか丁寧な刑事○○な犯人!? 巨大同族企業に潜む完全犯罪の1日…初めての犯人はあなたです | 10月21日 | 福澤克雄          | 13.8%  | 54分拡大 （21:00 - 22:48） |
| 警視庁に配属された新人刑事・西園寺公輔は、配属初日に捜査一課長を名乗る平塚平八に振り回された上に、捜査一課の金田と課長の剣持に大目玉を喰らってしまう。そんな西園寺は金田と剣持から捜査一課に採用されるためのテストとして平塚の見張り役を命じられ、そのまま彼の部下として平塚とコンビを組むこととなる。そんな中、企業グループ「徳平コーポレーション」の会長・徳平國男が撲殺される事件が発生。現場から去る姿を目撃されたことから長男で社長の伸一郎が容疑者として疑われるが、西園寺と共に突然現場に現れた平塚の指摘により、伸一郎犯行説の見立ては崩れ、後妻で取締役の洋子が犯行を自首してくる。だが、さらに裏があると睨んだ平塚は現場に出入りできた伸一郎と洋子、長女の麻美と専務の西崎を容疑者として捜査を進めていく。 | |          |                   |        |                            |
| 第2話 | 瞬間移動な犯人                                                                                                  | 10月28日 | 福澤克雄          | 13.4%  |                            |
| 衆議院議員の選挙で最も激化していた東京27区の立候補者・大畑幸三の事務所に脅迫状が送りつけられた後、大畑が鉄パイプを持った黒いウインドブレーカーを被った暴漢に襲われ、路地裏にいた妻の久美子が撲殺される事件が発生。捜査も始まり、凶器も見つからない中、平塚は現場の状況から顔見知りの犯行だと推理するが、逮捕されたのは暴力団「櫻銀会」構成員の田川という久美子と面識を持たない男だった。平塚と西園寺は「櫻銀会」や対立候補の鷺沼らに聞き込みを行ううちに、事件関係者の人間関係を掴んでいく。やがて選挙当日、凶器も含む遺留品が見つかり捜査は進展していくが、そこには平塚の指紋も付着していた。 | |          |                   |        |                            |
| 第3話 | 推理作家の完璧すぎる時間トリック                                                                                | 11月04日 | 平野俊一          | 11.2%  |                            |
| 成木賞候補の推理作家・篠田恭四郎の元パートナーで同じく推理作家の島村が、作家の接待や缶詰用に使われていた山荘内で刺殺される事件が発生する。現場には島村による「矢印」のマークのようなダイイングメッセージが遺され、それが「千」の字や数字の「4」、そして漢字の「矢」にも見えることから、捜査一課ではそれらの意味に基づいて捜査が行われる。だが、西園寺と共に捜査に乗り出した平塚は、そのメッセージを犯人が島村が遺したと見せかけて書いたものだと見抜く。そして篠田が島村のアイディアを盗んでいた痕跡を見つけ、篠田を容疑者として目星をつける。しかし、篠田は死亡推定時刻の9時から10時の後の10時15分にファミレスにいたことが確認されており、犯行後山荘からファミレスまで着くには渋滞で混雑した道を通って約1時間半かかるという15分の差がネックとなってしまう。 | |          |                   |        |                            |
| 第4話 | 大学病院の透明人間殺人事件                                                                                      | 11月11日 | 大澤祐樹          | 11.5%  |                            |
| 西園寺が足の腫物の手術で入院した明光大学病院で、第一外科医師の村川宛に血の付いたナイフと脅迫状が送りつけられた後、倉庫近くで第一外科教授の門倉が刺殺体となって発見される。有力な容疑者候補として門倉に教授候補から外された准教授の安東の存在が浮上するが、安東には犯行が行われ凶器が送りつけられるまでの間、ずっと手術中だったという鉄壁のアリバイがあった。金田班が病院内にいる全員に取り調べを行う一方、平塚と西園寺は医療ミスの告発文が門倉に届けられ、犯行前に現場近くで目撃された村川にも門倉を殺す動機があることを知る。 | |          |                   |        |                            |
| 第5話 | 究極グルメ殺人事件最後の晩餐は幻の味                                                                            | 11月18日 | 石井康晴          | 11.0%  |                            |
| 料理人の丸岡と四条の対決が注目された、最高峰の料理人を決める「全国料理人コンペティション」の開催を明後日に控えたその夜、審査委員長を務める料理研究家の大河原が自身の料理教室で遺体となって発見された。その現場には四条のブレスレットが残されており、大河原が襲撃された際に落とした携帯に四条の指紋が付着していたことから四条に疑惑の目が向けられる中、大河原の携帯に染みついていた匂いに引っ掛かりを覚えた平塚は、西園寺にその匂いの出所の特定を任せ、犯行が別の場所で行われたと推理し捜査を開始する。そして全ての真相を見抜いた平塚は「丸岡と四条、コンペティションで負けた方が犯人だ」と西園寺に告げる。 | |          |                   |        |                            |
| 第6話 | 変人刑事vs天才発明家!!完全密室は本当に完全？                                                                    | 11月25日 | 平野俊一          | 10.3%  |                            |
| 恵美にプロポーズを断られ、捜査一課採用のテストである平塚の悪事の証拠を掴めなかった西園寺は所轄・小石川署に戻される。そんな中、研究所「白泉化学」で新技術の情報漏洩事件の渦中にいた研究員の香川が応接室内で殺害される事件が発生。小石川署管内だったため現場の応援にやってきた西園寺は、再会した平塚と共に捜査を開始することに。だが応接室には鍵が掛けられ、鍵は警備員室に保管されている物と遺体となった香川自身が持っていた物しかないため、現場は完全な密室状態にあった。香川が生前に残したメールにより応接室で所長の野口が情報漏洩の犯人だと告発する証拠の書類が発見され、金田が野口の犯行を疑う中、平塚と西園寺は巧妙な密室殺人の謎に挑んでいく。 | |          |                   |        |                            |
| 第7話 | 犯人は二重人格？                                                                                                | 12月02日 | 福澤克雄 大澤祐樹 | 08.0%  |                            |
| 記者の二階堂が事務所内で殺害される事件が発生。事務所内は荒らされ、二階堂が金庫内に保管していた資料や所持品のキーホルダーが落ちていたことから第一発見者で政治家の沢村が逮捕・起訴され、しかも、その事件の裁判では殺害現場から立ち去った沢村と遭遇した平塚が目撃者として出廷する。法廷で事件当時の事を証言する平塚だが、沢村の恋人で担当弁護士の藤川の発言に違和感を抱き、西園寺と共に藤川と接触した末に、事件の真犯人は藤川だと確信する。平塚と西園寺は事件の真相を掴むため捜査を進める中、藤川もまた自身の犯行を隠蔽するため暗躍する。そして「沢村の無実を証明する」ことを目的に、次の裁判で平塚と藤川の思惑がぶつかっていく。 | |          |                   |        |                            |
| 最終話 | さらば凸凹刑事!!最後の事件は完全敗北… 20年前に予告された怪奇事件と平八の真相                                    | 12月09日 | 福澤克雄 平野俊一 | 13.5%  | 30分拡大 （21:00 - 22:24） |
| 刑事部長・松原の命で松原が所轄の署長として担当し未解決となった20年前の誘拐事件を捜査するため、西多摩郡にある水沢村に赴いた平塚。その誘拐事件は当時村と公害問題を巡り対立していた化学工業で致死量1000人分の毒物「ガリンキシン」が盗まれた後に発生、被害者の少年・純平は保護されたものの、犯人は警察の完全な包囲網を掻い潜り、身代金と共に姿を消していた。そのころ、出身の水沢村でリサイタルを控えていたピアニスト・高林佳菜の元に「水沢村に行けば死者が出る」という脅迫状が送られ、証拠と称して共に送られてきた布切れには「ガリンキシン」が染み込んでいた。 平塚を追って水沢村に来た西園寺が平塚と合流したその夜、佳菜を迎えた迎賓館で佳菜の婚約者の小田切が刺殺される事件が発生、そのナイフには「ガリンキシン」が塗られていた。平塚は西園寺と共に捜査を開始し、犯人を特定、事件は解決に向かう運びとなる。だが平塚は自身の推理に大きな穴を発見、真犯人のミスリードに嵌ってしまったことに気付く。そして、真犯人による第2の殺人事件が発生、一度は犯人の策に乗せられた平塚と西園寺は水沢村で発生した現在と20年前の事件の因縁を突き止めていく。 | |          |                   |        |                            |
| | |          |                   |        |                            |
| 平均視聴率 11.9%（視聴率は関東地区、ビデオリサーチ社調べ） | |          |                   |        |                            |

## 関連商品
- MONSTERS OFFICIAL BOOK（2012年12月1日発売、ぴあ）